# Notomys
Genre
Notomys est un genre de rongeurs de la sous-famille des Murinés appelés aussi souris fauves ou Souris sauteuses d'Australie. Plusieurs de ces espèces de souris sauteuses australiennes sont désormais éteintes.

## Liste des espèces
Ce genre comprend les espèces suivantes :
- Notomys alexis Thomas, 1922
- Notomys amplus Brazenor, 1936 †
- Notomys aquilo Thomas, 1921
- Notomys cervinus (Gould, 1853)
- Notomys fuscus (Jones, 1925)
- Notomys longicaudatus (Gould, 1844) †
- Notomys macrotis Thomas, 1921 †
- Notomys mitchellii (Ogilby, 1838)
- Notomys mordax Thomas, 1922 †